# Torres (traghetto)
La Torres era una nave traghetto della Classe Sociale, serie di tre navi derivate dalla conversione in traghetti passeggeri di altrettanti ro-ro merci. Varata nel 1979 come Staffetta Mediterranea, fu trasformata in traghetto passeggeri nel 1988 e rimase in servizio per la Tirrenia fino al 2004.

## Caratteristiche

### Come ro-ro merci
Originariamente il traghetto era un ro-ro merci: disponeva di tre ponti garage, che potevano trasportare alternativamente 129 semirimorchi e 30 automobili, 117 semirimorchi e 100 automobili, o 580 automobili. Il garage sul ponte principale aveva accesso diretto dalla banchina per mezzo della rampa poppiera; il garage sul ponte di stiva era raggiungibile per mezzo di un ascensore con una portata di 60 tonnellate, mentre quello sul ponte superiore, scoperto ad eccezione della zona prodiera, era accessibile con una rampa fissa. La nave disponeva di sistemazioni per 34 passeggeri (12 passeggeri e 22 camionisti), per i quali erano a disposizione 17 cabine doppie, un ristorante e due sale soggiorno.
La Staffetta Mediterranea era spinta da due eliche quadripala a passo variabile Lips Italiana, collegate tramite un riduttore a due motori Diesel 12 cilindri GMT A420.12, con una potenza complessiva di 15 000 cavalli. La nave poteva raggiungere una velocità di servizio di 22 nodi.

### Come traghetto passeggeri
Nel 1987 la Tirrenia, spinta dall'enorme aumento del traffico passeggeri verso la Sardegna, decise di trasformare la Staffetta Mediterranea e le gemelle in traghetti passeggeri.I lavori di conversione comportarono il prolungamento delle sovrastrutture di prua fino a poppa, portando la stazza lorda a 11.346 tonnellate e aumentando la capacità di trasporto a 1.300 passeggeri e 410 autovetture; lo scafo rimase sostanzialmente immutato. In seguito alla trasformazione il traghetto, rinominato Torres, disponeva di bar, ristorante, self-service, cinema, poltrone di seconda classe, 64 cabine di prima classe e 130 cabine di seconda classe, per un totale di 646 posti letto.
Nel 2010 la nave, passata nel frattempo alla Namma Shipping e rinominato Rahmah, fu nuovamente riconvertito in ro-ro demolendo le sovrastrutture aggiunte con la prima trasformazione; tuttavia i lavori furono interrotti in seguito ad un incendio scoppiato a bordo. 

## Servizio
La nave fu la prima unità della serie ad essere costruita, venendo varata il 12 ottobre 1978 con il nome di Staffetta Mediterranea e venendo consegnata a Tirrenia nel giugno 1979. Nei primi anni di servizio fu impiegata sulle rotte Genova - Napoli - Tripoli e Trieste - Tripoli, passando poi ai collegamenti tra Sardegna e continente in seguito alla chiusura di queste linee. Nel 1987 fu trasformata in traghetto passeggeri, prendendo il nome di Torres e venendo immessa, l'anno seguente, sulla Genova - Cagliari.
Negli anni seguenti il traghetto fu impiegato su diverse rotte nel Tirreno, tra le quali la linea Napoli - Cagliari - Trapani - Tunisi - Trapani - Cagliari - Palermo. Nel 2003 la nave effettuò l'ultima stagione di servizio per Tirrenia sulla Cagliari - Genova, per poi essere venduta l'anno successivo alla turca Sancak Lines. Rinominata Istanbul S, fu messa in servizio tra Brindisi e Çeşme, linea sulla quale rimase anche l'anno seguente con il nome cambiato in Sancak S. Tra aprile e maggio del 2006 il traghetto passò di mano due volte, andando infine alla saudita Namma Shipping Lines e prendendo il nome di Rahmah.
Nel luglio del 2006 il traghetto fu impiegato nell'evacuazione di profughi libanesi da Beirut a Limassol, venendo poi messa in servizio nel Mar Rosso. Nel 2010 la nave fu nuovamente riconvertita in ro-ro merci, ma i lavori furono sospesi in seguito allo scoppio di un incendio e la nave dichiarata perdita totale, venendo successivamente demolita in Turchia.

## Origine del nome
Dopo la trasformazione in traghetto passeggeri la nave fu rinominata Torres in riferimento al Giudicato di Torres, uno dei quattro storici Giudicati Sardi formatisi nel Medioevo.

## Navi gemelle
- Arborea
- Fudi (già Caralis)
- Prima della trasformazione in traghetto passeggeri la nave era molto simile esteriormente alle navi tipo Apulia in servizio per il Lloyd triestino e alla quasi gemella di queste ultime Julia (poi Campania, Guido e Carlo Morace).